# Winifred Mary Curtis
Winifred Mary Curtis (Londres, 15 de junho de 1905 -  Hobart, 14 de outubro de 2005) foi uma botânico australiano de origem britânica.